# Adriana Ribeiro Carneiro Nunes
Adriana Ribeiro Carneiro Nunes (Alenquer, 10 de janeiro de 1981) é uma cientista biomédica brasileira. É uma das ganhadoras do Prêmio L'Oréal-UNESCO para mulheres na ciência nacional de 2019, na área de ciências biomédicas.

## Vida e carreira
Na escola, Adriana gostava de química e biologia. Influenciada pela irmã mais velha, pensou em fazer medicina, mas traçou sua carreira ao descobrir a biomedicina.
Em 2003, ingressa no curso de biomedicina na Universidade Federal do Pará (UFPA), se formando em 2007. Depois, se torna mestra em biologia de agentes infecciosos e parasitários, título concluído em 2009 pelo seu trabalho no Instituto Evandro Chagas. É doutora em genética e biologia molecular, com conclusão em 2012, também pela UFPA. Logo depois de se tornar doutora, passou a trabalhar na mesma universidade, onde atua como docente desde 2013, lotada no Instituto de Ciências Biológicas, Faculdade de Biotecnologia.
É membro permanente da Academia Paraense de Biomedicina, e membro afiliado da Academia Brasileira de Ciências, tendo tomado posse em 2020.
Em 2019, foi laureada com o Prêmios L'Oréal-UNESCO para mulheres na ciência nacional pela sua pesquisa sobre a genética da resistência a antibióticos em pacientes e no meio ambiente da Amazônia, buscando compreender como os genes de resistência se espalham. Para isso, analisa o solo com pouca e muita exposição a agrotóxico, e ambiente hospitalar.
A pesquisadora já publicou artigos e trabalhos sob o nome Adriana Ribeiro Carneiro Folador.